# Singumho állomás
Singumho (Singeumho) állomás metróállomás a szöuli metró 5-ös vonalán, Szongdong-ku (Seongdong-gu) kerületben. Eredetileg Muszumak (Musumak) állomás (무수막역) lett volna a neve.

## Viszonylatok
| 5-ös vonal                                 | 5-ös vonal | 5-ös vonal                                                                  |
| ------------------------------------------ | ---------- | --------------------------------------------------------------------------- |
| Cshonggu (Cheonggu) Panghva (Banghwa) felé | fő vonal   | Hengdang (Haengdang) Szangil-tong (Sangil-dong) vagy Macshon (Macheon) felé |